# Román Judit
Román Judit (Budapest, 1964. szeptember 11. –) magyar színésznő.

## Életpályája
A színészi pályára való felkészülése már a Vörösmarty Gimnázium dráma szakán kezdődött. A Színház- és Filmművészeti Főiskolát 1983 és 1987 között végezte Horvai István osztályában. Kezdő színészként az egri Gárdonyi Géza Színházban játszott, majd 1992–1993-ban az Arizona Színházhoz szerződött. 1993-ban a József Attila Színház tagja lett. Színházi szerepei mellett gyakran szinkronizál is. Férje Sághy Tamás színész, akivel egy közös gyermekük van. Korábbi házasságából két gyermek született.

## Színpadi szerepei
A Színházi adattárban regisztrált bemutatóinak száma: 63; ugyanitt négy színházi felvételen is látható.
| - Szigligeti Ede: Liliomfi....Szolgálólány - Guy Bolton-John McGowan: Vadnők.... - Molière: A képzelt beteg....Angyalka - Dürrenmatt: Az öreg hölgy látogatása....Második asszony - Dosztojevszkij: A Karamazov testvérek....Katyerina - Csehov: Ványa bácsi....Szofja Alekszandrovna - Beaumarchais: A Sevillai borbély avagy a hiábavaló elővigyázat....Rosina, Fürge - Stephen Schwartz-David Greene-John Michael Tebelak: Godspell.... - Arthur Miller: Az ügynök halála....Miss Forsythe - Jaroslav Hašek: Svejk, egy derék katona kalandjai a hátországban....Katy, Lukas szeretője - Páskándi Géza: Egriek, vitézek.... - Nádas Péter: Takarítás...Zsuzsa - Beaumarchais: Figaro házassága....Zsuzsi - Brandon Thomas: Charlie nénje....Kitty Verdun - Tadeusz Różewicz: Fehér házasság....Paulina - Goldoni: Két úr szolgája....Clarice - Adamis Anna-Presser Gábor: Képzelt riport egy amerikai popfesztiválról....Eszter - Szép Ernő: Május....Egy leány - Zahora Mária: A fekete esernyő....Detektív - Arisztophanész: A nők ünnepe....Második nő - Aiszkhülosz: A leláncolt Prométheusz....Ókeániszok kara - Csiky Gergely: Ingyenélők....Irén - Goldoni: A kávéház....Vittoria, Eugenio felesége - Móricz Zsigmond: Úri muri....Rozika - Sultz Sándor: És a hősök hazatérnek....Erika, Imre felesége - Shakespeare: Szentivánéji álom....Hermia, Egéus leánya - Ödön von Horváth: Mesél a bécsi erdő....Marianne - Giambattista della Porta: A szolgálólány.... - Eörsi István: Az áldozat....Júlia, Márk felesége - Szomory Dezső: Hagyd a nagypapát....Teri | - Tennessee Williams: Amíg összeszoknak....Isabel Haverstick - Neil Simon: Pletykák....Cassie - Arthur Laurents: Gypsy....June - Hunyady Sándor: Lovagias ügy....Baba, Virágék lánya - Pilinszky János: Gyerekek és katonák....Aranykontyú - László Miklós: Illatszertár....Rátz kisasszony - Shakespeare: A makrancos hölgy....Bianca, Kocsmárosné, Takarítónő, Özvegy szép fiatal nő - Gaál Erzsébet–Hársing Hilda: A 3 nővér, kékben....Szvetlana, Natasa - Molnár Ferenc: Az ibolya....Márkus kisasszony - Agatha Christie: Az egérfogó....Mollie Ralston - Ray Cooney: A miniszter félrelép....A szobalány - Spiró György: Vircsaft....Alpolgármesternő, A mérnök felesége - Romhányi József: Hamupipőke....Hamupipőke, árva kislány - Alfonso Paso: Mennyből a hulla....Elisa - Radó Denise: A Fedák-ügy avagy kontra, rekontra, szubkontra....Honthy Hanna, Kürthy Klára, Színésznő 2., Katalin, Titkárnő, Újságíró - Marc Camoletti: Hatan pizsamában....Brigitte I. - Arthur Schnitzler: Körbe-körbe....A szobalány - Egressy Zoltán: A 'Németh Antal-ügy'....Papp Mariska; Margit; Edit; Monori Kornélia - Halász Imre: Egy csók és más semmi....Bartáné - Shakespeare: Vízkereszt....Viola, a herceg szerelmese - Móricz Zsigmond: Légy jó mindhalálig....Ilonka - Molière: A Dudás Gyuri....Kati - Szilágyi László-Kellér Dezső: 3:1 a szerelem javára....Lonci - Radó Denise: Galambos Erzsi - az első 70 évem.... - Csehov: A manó...Szofja Alekszandrovna (Szonja) - Molnár Ferenc: A Pál utcai fiúk....Nemecsek - Kárpáti Levente: A Calihula klán.... - Ann Jellicoe: A trükk....Nancy - Richard Harris: Csupa balláb....Andy |

## Filmjei

### Játékfilmek
- Örökkön-örökké (1984)
- Akli Miklós (film).... (1986)
- Ámbár tanár úr.... (1998)

### Tévéfilmek
- Kisváros....Kormos Ágnes (1998-2001)
- Családi Album.... (1999)
- Kérnék egy kocsit....Kati (2001)
- A négyes pálya.... (2003)
- Szeress most!....Pintér Ilona (2003-2005)

## Szinkronszerepei

### Sorozatszinkron
| Sorozat címe                     | Szerep                           | Színész          |
| -------------------------------- | -------------------------------- | ---------------- |
| A betolakodó                     | Raquel Junquera                  | Chantal Andere   |
| A Célszemély                     | Detective Joss Carter            | Taraji P. Henson |
| A harc törvénye                  | Chen Pei Pei (Grace Chen)        | Kelly Hu         |
| A prófécia                       | Sandra Esperanza                 | Valeria Cavalli  |
| Barátok és szerelmek             | Ruth Quintana                    | Mané Macedo      |
| Bostoni halottkémek              | Dr. Jordan Cavanaugh             | Jill Hennessy    |
| Dunai zsaruk                     | Oberstleutnant Elisabeth Wiedner | Pia Baresch      |
| Glee – Sztárok leszünk!          | Terri Schuester                  | Jessalyn Gilsig  |
| Philly                           | Kathleen Maguire                 | Kim Delaney      |
| Soñadoras – Szerelmes álmodozók  | Lupe Roque                       | Anghel           |
| South Beach                      | Elizabeth Bauer                  | Vanessa Williams |
| Szerelem a Hohenstein-kastélyban | Juliane Berger                   |                  |
| Űrháború 2063                    | Capt. Shane Vansen               | Kristen Cloke    |

### Filmszinkron
| Filmcím (év)                                             | Szerep                        | Színész / További szinkronhang |
| -------------------------------------------------------- | ----------------------------- | ------------------------------ |
| A legtitkosabb ügynök - W4C (1967)                       |                               | További szinkronhang           |
| Tanár úrnak szeretettel (1967)                           |                               | További szinkronhang           |
| Roy Bean bíró élete és kora (1972)                       | Rose Bean                     | Jacqueline Bisset              |
| Fiacskám, én készültem! (1976)                           | Týfová                        | Iva Janzurová                  |
| Hús és vér (1985)                                        |                               | További szinkronhang           |
| Top Gun (1986)                                           | Charlotte `Charlie` Blackwood | Kelly McGillis                 |
| Alaszka aranya (1998)                                    | Alice                         | Ginta Rae                      |
| Mystery Men – Különleges hősök (1999)                    | Tekéző                        | Janeane Garofalo               |
| Az aranygyapjú legendája (2000)                          | Polymelé                      | Diana Kent                     |
| Csibefutam (2000)                                        | Rozsda (hangja)               | Julia Sawalha                  |
| Csokoládé (2000)                                         | Caroline Clairmont            | Carrie-Anne Moss               |
| A Grincs (2000)                                          | Martha May Ki                 | Christine Baranski             |
| A Millió Dolláros Hotel (2000)                           | Vivien                        | Amanda Plummer                 |
| Viharzóna (2000)                                         | Linda Greenlaw                | Mary Elizabeth Mastrantonio    |
| A vörös bolygó (2000)                                    | Kate Bowman parancsnok        | Carrie-Anne Moss               |
| Nőrültek (2001)                                          | Chantal Goya                  | Chantal Goya                   |
| Szerelem és árulás (2001)                                | Kate Timmons hadnagy          | Kim Delaney                    |
| Szörny Rt. (2001)                                        |                               | További szinkronhang           |
| Az utolsó kalandor (2001)                                |                               | További szinkronhang           |
| Beszélj hozzá (2002)                                     | Rosa                          | Mariola Fuentes                |
| Birodalom (2002)                                         | La Colombiana                 | Isabella Rossellini            |
| Az igazság órája (2002)                                  | Maggie                        | Patti LuPone                   |
| Merülés a félelembe (2002)                               | Claire                        | Olivia Williams                |
| Igazából szerelem (2003)                                 | Aurelia                       | Lucia Moniz                    |
| Johnny English (2003)                                    |                               | További szinkronhang           |
| Oviapu (2003)                                            | Jamie anyja                   | Brie Hill Arbaugh              |
| Özönvíz (2003)                                           | Nőstény macska (hangja)       | Françoise Monneret             |
| Pelenkás bajkeverő (2003)                                | Leonor                        | Leonor Watling                 |
| Dilis randi (2004)                                       | Branson nyomozó               | Meagen Fay                     |
| Hosszú jegyesség (2004)                                  | Elodie Gordes                 | Jodie Foster                   |
| Magánürügy (2004)                                        | Carly Simon                   | Carly Simon                    |
| Milliók (2004)                                           | Anya                          | Jane Hogarth                   |
| Multik haza! (2004)                                      | Mrs. Hooten                   | Jean Smart                     |
| Csak lazán! (2005)                                       | Marla                         | Debi Mazar                     |
| Sin City – A bűn városa (2005)                           | Lucille                       | Carla Gugino                   |
| A faun labirintusa (2006)                                | Carmen                        | Ariadna Gil                    |
| Fido - Hasznos a zombi a háznál (2006)                   | Helen Robinson                | Carrie-Anne Moss               |
| Olvadás (2006)                                           |                               | További szinkronhang           |
| Pihenő a pokolban (2006)                                 | Az anya                       | Diane Salinger                 |
| Topmodell a barátnőm (2006)                              | Christine Levasseur           | Kristin Scott Thomas           |
| Túl a sövényen (2006)                                    | Debbie (hangja)               | Debra Wilson                   |
| Aliens vs. Predator – A Halál a Ragadozó ellen 2. (2007) | Kelly                         | Reiko Aylesworth               |
| A Jane Austen könyvklub (2007)                           | Sylvia Avila                  | Amy Brenneman                  |
| Kis Vuk (2007)                                           | Íbisz (hangja)                |                                |
| Fúrófej Taylor (2008)                                    | Barbara                       | Beth Littleford                |
| Mártírok (2008)                                          | Az anya                       | Patricia Tulasne               |
| Szalagavató (2008)                                       | Karen Turner néni             | Jessalyn Gilsig                |
| Van az a pénz, ami megbolondít (2008)                    | Mindy Arbogast                | Meagen Fay                     |
| Invictus - A legyőzhetetlen (2009)                       |                               | További szinkronhang           |
| Precious - A boldogság ára (2009)                        | Mrs. Lichtenstein             | Nealla Gordon                  |
| Éli könyve (2010)                                        | Claudia                       | Jennifer Beals                 |
| Házasodik a család (2010)                                | Sonia Ramirez                 | Diana Maria Riva               |
| Kisvárosi rock`n roll (2010)                             | Mrs. Taylor                   | Julia Davis                    |
| Red (2010)                                               | Cynthia Wilkes                | Rebecca Pidgeon                |
| Rémálom az Elm utcában (2010)                            | Dr. Gwen Holbrook             | Connie Britton                 |
| Szellemíró (2010)                                        |                               | További szinkronhang           |
| A Negyedik (2011)                                        | Sarah anyja                   | Judith Hoag                    |
| Szédületes éjszaka (2011)                                |                               | További szinkronhang           |